# Церковь иконы Божией Матери «Всех скорбящих Радость» (Орусъярви)
Церковь иконы Божией Матери «Всех скорбящих Радость» — недействующий православный храм в деревне Орусъярви Питкярантского района Карелии. Туристическое место, выявленный объект культурного наследия

## История создания
Ещё ранее, до данной церкви, в Орусъярви стоял православный монастырь, основанный в 1497 году. Во время русско-шведской войны, в 1585 году монастырь пришёл в упадок. В податной книге Кексгольмской губернии за 1589 упомянут заброшенный деревянный монастырь в Орусъярви, погоста Салми.
После войны монастырь начал восстанавливаться, но в 1612 году шведы разорили православный храм и он пришёл в запустение. Тогда территория у монастыря Орусъярви была подконтрольна Швеции и некому было восстанавливать монастырь. В итоге монастырь был полностью разрушен.
О месте, где ранее располагался монастырь, вновь вспомнили только в начале двадцатого века. Строительство новой церкви началось на пожертвования прихожан и петербургского купца Нестерова. Освящение церкви совершил архиепископ Сергий 20 декабря 1910 года.
После революции в России церковь оказалась на территории Финляндии, но была возвращена в результате Советско-финляндской войны. В 1944 году, уже при отступлении финнов в ходе Великой Отечественной войны были вывезены иконы. Предпринималась попытка вывезти колокола, которая не увенчалась успехом; судьба колоколов неизвестна. Есть предположение, что один из колоколов, хранящихся в музее в Кижах — это главной колокол Скорбященской церкви в Орусъярви. В 2000 году была предпринята неудачная попытка реставрации. Осенью 2018 года активисты из города Питкяранта провели работы по консервации строения.
Сейчас Церковь иконы Божией Матери «Всех скорбящих Радость» является популярной туристической достопримечательностью. Но добирать до церкви нужно самостоятельно.